# Stefan Kreutzer
Stefan Kreutzer (* 30. April 1973 in Málaga, Spanien) ist ein deutscher Hörfunkmoderator.

## Leben
Stefan Kreutzer ist in Neu-Ulm aufgewachsen und schloss sein Diplom-Studium an der Katholischen Universität Eichstätt-Ingolstadt mit einer Arbeit über Medientrainingskonzepte ab.
Er begann seine Laufbahn 1996 als Reporter bei Radio 7 in Ulm. Von 1997 bis 1999 arbeitete er dann bei Radio IN und wechselte 1999 schließlich zum Bayerischen Rundfunk. Bei Bayern 2 moderiert er das Nachrichtenjournal Radiowelt. Für Bayern 3 moderiert er montags bis freitags das Mittagsmagazin Update, im wöchentlichen Wechsel mit seinem Kollegen Sebastian Schaffstein.
Ebenfalls für Bayern 3 moderiert Kreutzer seit Mai 2013 die wöchentliche, am Samstagvormittag ausgestrahlte Satiresendung Die Stefans, bis Ende 2018 zusammen mit Stefan Schwabeneder. Nachdem Schwabeneder den Bayerischen Rundfunk verlassen hat, moderiert Kreutzer die Sendung seit 2019 zunächst unter den Titel Die Stefans reloaded, an der Seite von Sebastian Schaffstein. Am 28. November 2020 wurde die Sendung in Die Samstags Crasher umbenannt. Zuvor konnten Hörer eine Woche lang Vorschläge für den neuen Sendungstitel einreichen.

## Auszeichnungen
- 2015: Deutscher Radiopreis in der Kategorie „Beste Sendung“ mit Stefan Schwabeneder als Die Stefans[5]
- Interview mit Stefan Kreutzer. In: hbi.de. HBI Helga Bailey GmbH International PR & MarCom, 25. Januar 2018, archiviert vom Original (nicht mehr online verfügbar) am 7. Dezember 2019 (zu Mediatrainings und die Zusammenarbeit mit HBI).